# Everglow
Everglow (hangul: 에버글로우) – południowokoreański girlsband, który zadebiutował w 2019 roku pod wytwórnią Yuehua Entertainment. Grupa składa się z sześciu członkiń: E:U, Sihyeon, Mia, Onda, Aisha i Yiren. Zadebiutowały 18 marca 2019 roku wydając single album Arrival of Everglow.

## Historia

### Przed debiutem
Sihyeon startowała w pierwszym sezonie programu survivalowego Produce 101 w 2016 roku, który ukończyła na 40. miejscu. Następnie podpisała kontrakt z Yuehua Entertainment. Sihyeon i Yiren rywalizowały w programie Produce 48 i odpadły w jedenastym odcinku, zajmując odpowiednio 27. i 28. miejsce.
Onda (pod pseudonimem Jo Se-rim) wzięła udział w reality show Idol School w 2017 roku. Została wyeliminowana w czwartym odcinku, zajmując 40. miejsce.
17 lutego 2019 roku Yuehua Entertainment ujawniło, że utworzy nową żeńską grupę o nazwie Everglow. Oficjalny Instagram zespołu został utworzony 18 lutego. Firma ujawniła członków grupy za pośrednictwem serii „Crank in Film” na kanale YouTube Stone Music Entertainment. 8 marca zostały opublikowane zdjęcia koncepcyjne Everglow. 

### 2019: Debiut zArrival of EverglowiHush
18 marca 2019 roku Everglow wydały swój pierwszy single album Arrival of Everglow z głównym utworem „Bon Bon Chocolat”. E:U brała udział we współtworzeniu utworu „Moon”. Grupa zadebiutowała na scenie 21 marca w programie muzycznym Mnet, M Countdown. Everglow odniosły komercyjny sukces dzięki Arrival of Everglow, który zadebiutował na 6. miejscu na liście albumów Gaon, sprzedając się w liczbie ponad 23 tys. egzemplarzy we wrześniu 2019 r., podczas gdy „Bon Bon Chocolat” osiągnął 5. miejsce na liście World Digital Song Sales Chart, sprzedając się w USA w liczbie 5000 egzemplarzy od sierpnia.
19 sierpnia grupa wydała swój drugi single album Hush z głównym utworem „Adios”, którego teledysk uzyskał ponad 100 milionów wyświetleń w sierpniu 2019 r.. Ze względu na sukces komercyjny, 24 września Everglow zdobyły swoją pierwszą nagrodę w programie muzycznym The Show.

### 2020:reminiscencei-77.82X-78.29
3 lutego 2020 roku grupa wydała swój pierwszy minialbum reminiscence z głównym singlem „DUN DUN”. Płyta zadebiutowała na 4. miejscu listy albumów i sprzedała się w ponad 27 tys. egzemplarzy w pierwszym miesiącu od wydania. 21 stycznia ogłoszono, że Everglow wyruszą w trasę Everlasting Tour In USA. Od 6 marca miały wystąpić w pięciu różnych miastach w Stanach Zjednoczonych, a mianowicie w Dallas, Atlancie, Chicago, Jersey City i Los Angeles. Jednak z powodu obaw związanych z wybuchem pandemii koronawirusa ich występy zostały odwołane.
Drugi minialbum grupy, 77.82X 78.29, został wydany 21 września wraz z głównym singlem „LA DI DA” i trzema innymi utworami: „UNTOUCHABLE”, „GxxD BOY” i „NO GOOD REASON”. 
1 grudnia Yuehua Entertainment potwierdziło, że Sihyeon i Yiren uzyskały pozytywny wynik testu na obecność Covid 19. 9 stycznia 2021 roku Yuehua ogłosiło, że Yiren i Sihyeon wznowią działalność po uzyskaniu negatywnego wyniku testu Covid 19.

### 2021:Last MelodyiReturn of the Girl
3 maja 2021 roku ogłoszono, że Everglow powrócą z nowym wydawnictwem 24 maja.
25 maja 2021 roku grupa wydała trzeci single album Last Melody, z głównym singlem „FIRST”. Koncepcja powrotu jest opisywana jako „wojownicy z przyszłości”. 
1 grudnia 2021 roku grupa wydała swój trzeci mini-album, Return of the Girl, z głównym singlem „Pirate”.

### Od 2022: „Ghost Light” iAll My Girls

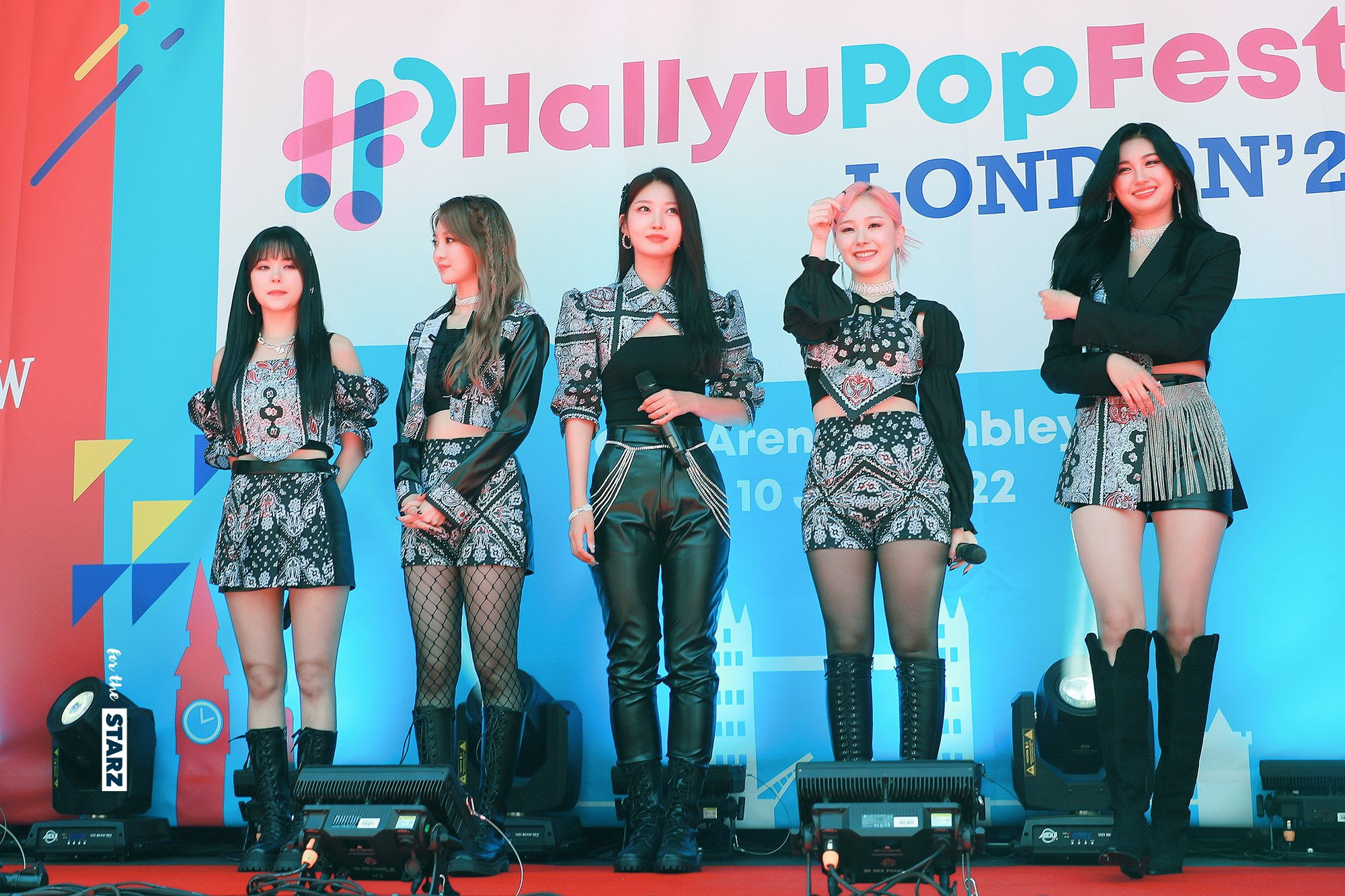
Everglow na HallyuPopFest w Londynie w lipcu 2022 roku

Grupa wydała wersję remiksową swojego singla „Pirate” z 2021 roku 15 kwietnia 2022 roku. Producentem tego remiksu był holendersko-marokański DJ i producent R3hab, który stworzył również remiksy dla innych grup K-pop oraz światowej sławy piosenkarzy.
1 lipca 2022 roku Everglow wystąpiły na Saranghae KSA K-pop Festival 2022 w Dżuddzie, tając się pierwszą dziewczęcą grupą w historii, która wystąpiła w Arabii Saudyjskiej. W sierpniu i listopadzie odbyły koncert solowy w Ałmaty, ustanawiając kolejny rekord jako pierwsza grupa K-pop, która dała solowy koncert w Kazachstanie. W listopadzie grupa kontynuowała występy w Azji Środkowej z dwoma głównymi koncertami w Kirgistanie i Kazachstanie.
Everglow nawiązały współpracę z niemieckim DJ-em i producentem TheFatRat, aby wydać anglojęzyczny singiel „Ghost Light” 18 listopada, razem z koreańską wersją.
W kolejnym tygodniu wystąpiły na Ripples for Hope, zbiórce środków na cele charytatywne, która odbyła się w Manili na Filipinach, zorganizowanej przez organizację non-profit The Ripple Society, skupiającą się na młodzieży. Grupa miała odbyć w grudniu trasę koncertową po Azji Południowo-Wschodniej z czterema koncertami, ale została ona odwołana z bliżej nieokreślonych powodów. Pod koniec 2022 roku koreańskie media pochwaliły Everglow za występy w dziewięciu różnych krajach w ciągu pół roku, pomimo braku światowej trasy koncertowej. Krajami, w których wystąpiły, były Arabia Saudyjska, Korea Południowa, Anglia, Australia, Japonia, Kazachstan, Kirgistan, Holandia i Filipiny.
Everglow wydały swoją czwarty single album  All My Girls oraz główny singiel „Slay” 18 sierpnia 2023 roku, kończąc 20-miesięczną przerwę od wydania swojego minialbumu z 2021 roku, zatytułowanego Return of the Girl. Tydzień później grupa ogłosiła drugą trasę koncertową po Stanach Zjednoczonych, nazwaną na cześć ich czwartego singla, z dziesięcioma różnymi przystankami w całym kraju, zaplanowaną na listopad. 30 sierpnia Everglow zdobyło swoje trzecie trofeum w programie muzycznym MBC M 's Show Champion za utwór „Slay”.
Po zakończeniu promocji albumu Everglow wyruszyły w swoją drugą trasę koncertową All My Girls, która obejmowała kilka części: trasę po USA, trasę po Europie oraz dwa koncerty w Japonii. W połowie trasy, która trwała od listopada 2023 do kwietnia 2024, grupa zorganizowała swoje pierwsze w historii spotkanie z fanami 13 stycznia 2024 roku w Hongkongu.
21 maja 2024 roku Everglow ogłosiły wydanie swojego piątego single albumu zatytułowanego Zombie, który ukazał się 10 czerwca. Tytułowy utwór został skomponowany i wyprodukowany przez nagrodzony Grammy zespół produkcyjny The Stereotypes oraz 9am. Album zadebiutował na dziewiątym miejscu na Circle Album Chart, a wszystkie trzy utwory trafiły na listę Download Chart.

## Członkinie
| Pseudonim   | Pseudonim | Prawdziwe imię | Prawdziwe imię | Data urodzenia   | Pozycja w zespole                                |
| Latynizacja | Hangul    | Latynizacja    | Hangul         | Data urodzenia   | Pozycja w zespole                                |
| ----------- | --------- | -------------- | -------------- | ---------------- | ------------------------------------------------ |
| E:U         | 이유      | Park Ji-won    | 박지원         | 19 maja 1998     | główna raperka, główna tancerka, wokalistka      |
| Sihyeon     | 시현      | Kim Si-hyeon   | 김시현         | 5 sierpnia 1999  | liderka, prowadząca wokalistka                   |
| Mia         | 미아      | Han Eun-ji     | 한은지         | 13 stycznia 2000 | główna wokalistka, główna tancerka, raperka      |
| Onda        | 온다      | Jo Se-rim      | 조세림         | 18 maja 2000     | prowadząca wokalistka, prowadząca tancerka       |
| Aisha       | 아샤      | Heo Yoo-rim    | 허유림         | 21 lipca 2000    | prowadząca raperka, wokalistka                   |
| Yiren       | 이런      | Wang Yi-ren    | 왕이런         | 29 grudnia 2000  | prowadząca tancerka, wokalistka, raperka, maknae |

## Dyskografia

### Minialbumy
| Lista utworów                                    |
| ------------------------------------------------ |
| 1. „Salute” 2. „Dun Dun” 3. „Player” 4. „No Lie” |

| Lista utworów                                                    |
| ---------------------------------------------------------------- |
| 1. „La Di Da” 2. „Untouchable” 3. „Gxxd Boy” 4. „No Good Reason” |

| Lista utworów                                                                  |
| ------------------------------------------------------------------------------ |
| 1. „Back Together” 2. „Pirate” 3. „Don't Speak” 4. „Nighty Night” 5. „Company” |

### Single

#### Single albumy
| Lista utworów                                                |
| ------------------------------------------------------------ |
| 1. „Moon” (달아) 2. „Bon Bon Chocolat” (봉봉쇼콜라) 3. „D+1” |

| Lista utworów                               |
| ------------------------------------------- |
| 1. „Hush” 2. „Adios” 3. „You Don't Know Me” |

| Lista utworów                                              |
| ---------------------------------------------------------- |
| 1. „First” 2. „Don't Ask Don't Tell Me” 3. „Please Please” |

| Lista utworów                                 |
| --------------------------------------------- |
| 1. „Slay” 2. „Oh Ma Ma God” 3. „Make Me Feel” |

| Lista utworów                            |
| ---------------------------------------- |
| 1. „Zombie” 2. „Colourz” 3. „Back 2 Luv” |

#### Single cyfrowe
| Rok                                     | Tytuł              | Najwyższe pozycje | Najwyższe pozycje | Najwyższe pozycje | Najwyższe pozycje | Album               |
| Rok                                     | Tytuł              | KOR               | KOR Hot           | JAP Hot           | US World          | Album               |
| --------------------------------------- | ------------------ | ----------------- | ----------------- | ----------------- | ----------------- | ------------------- |
| 2019                                    | „Bon Bon Chocolat" | –                 | –                 | –                 | 5                 | Arrival of Everglow |
| 2019                                    | „Adios"            | –                 | 74                | –                 | 2                 | Hush                |
| 2020                                    | „Dun Dun"          | –                 | 85                | 61                | 3                 | reminiscence        |
| 2020                                    | „La Di Da"         | –                 | –                 | –                 | 5                 | -77.82X-78.29       |
| 2021                                    | „First"            | –                 | –                 | –                 | 5                 | Last Melody         |
| 2021                                    | „Pirate"           | –                 | –                 | –                 | 13                | Return of the Girl  |
| 2023                                    | „Slay"             | –                 | –                 | –                 | 13                | All My Girls        |
| 2024                                    | „Zombie"           | –                 | –                 | –                 | –                 | Zombie              |
| "–" oznacza, że utwór nie był notowany. |                    |                   |                   |                   |                   |                     |

#### Pozostałe utwory notowane
| Rok  | Tytuł                  | Najwyższe pozycje | Album       |
| Rok  | Tytuł                  | US World          | Album       |
| ---- | ---------------------- | ----------------- | ----------- |
| 2019 | „Hush"                 | 8                 | Hush        |
| 2019 | „You Don't Know Me"    | 10                | Hush        |
| 2021 | „Don't Ask Don't Tell" | 20                | Last Melody |
| 2021 | „Please Please"        | 21                | Last Melody |

## Wideografia

### Teledyski
| Rok  | Nazwa                                   | Reżyser(zy)                                           |
| ---- | --------------------------------------- | ----------------------------------------------------- |
| 2019 | „Bon Bon Chocolat” (봉봉쇼콜라)         | Beomjin (VM Project Architecture)                     |
| 2019 | „Adios”                                 | Woogie Kim (MOTHER)                                   |
| 2020 | „DUN DUN”                               | Woogie Kim (MOTHER)                                   |
| 2020 | „LA DI DA”                              | Woogie Kim (MOTHER)                                   |
| 2021 | „FIRST”                                 | Woogie Kim (MOTHER)                                   |
| 2021 | „PROMISE (for UNICEF PROMISE CAMPAIGN)” | Eunbi Jung (MOTHER)                                   |
| 2021 | „Pirate”                                | Kim Youngjo, Yoo Seungwoo (Naive Creative Production) |